# Lydia Knott
Pour les articles homonymes, voir Knott.

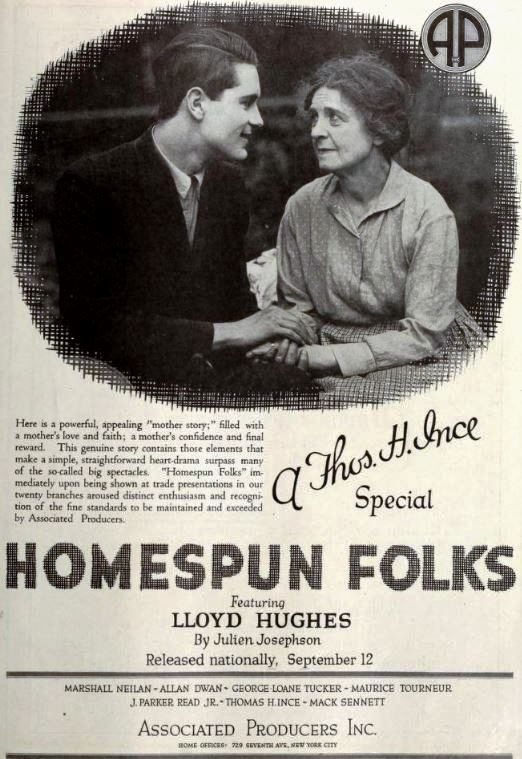
Avec Lloyd Hughes, dans La Ruée (1920)

Lydia Knott, née le 1er octobre 1866 à Tyner (en) (Indiana) et morte le 30 mars 1955 à Los Angeles (quartier de Woodland Hills, Californie), est une actrice américaine.

## Biographie
Lydia Knott entame sa carrière d'actrice au théâtre, avant d'apparaître au cinéma (principalement durant la période du muet) dans quatre-vingt-quatorze films américains sortis entre 1914 et 1937 (dont quelques westerns).
Mentionnons La Loi commune d'Albert Capellani (1916, avec Clara Kimball Young et Conway Tearle), La Rose messagère de John Ince (1919, avec Alice Lake et John Gilbert), L'Opinion publique de Charlie Chaplin (1923, avec Edna Purviance et Carl Miller), ou encore Le Secret de la mine (en) de Norman Foster (son avant-dernier film, 1937, avec J. Edward Bromberg et John Payne).
Mère du réalisateur et scénariste Lambert Hillyer (1889-1969), elle contribue à quatre de ses réalisations, dont Les Fraudeurs (1924, avec Blanche Sweet et Bessie Love) et The Defense Rests (1934, avec Jack Holt et Jean Arthur).

## Filmographie partielle

### Période du muet
- 1916 : La Loi commune (The Common Law) d'Albert Capellani : Mme West
- 1917 : Jim le vif (Sudden Jim) de Victor Schertzinger : la veuve Stickney
- 1917 : La Route de l'honneur (The Dark Road) de Charles Miller : Lady Mary Constable
- 1918 : Le Mignard (Danger, Go Slow) de Robert Z. Leonard : la tante Sarah
- 1918 : The Marriage Ring de Fred Niblo : Mme Heathe
- 1918 : Fleur des champs (en) (The Hired Man) de Victor Schertzinger : Mme Endicott
- 1918 : In Judgment Of de Will S. Davis : Mme Manners
- 1919 : La Rose messagère (Should a Woman Tell?) de John Ince : Clarissa Sedgwick
- 1919 : Le Vrai Visage (en) (What Every Woman Learns) de Fred Niblo : la tante Charlotte
- 1920 : An Adventuress de Fred J. Balshofer : la mère de Jack Perry
- 1920 : La Ruée (Homespun Folks) de John Griffith Wray : Sarah Webster
- 1920 : The Dwelling Place of Light de Jack Conway : Hannah Butler
- 1921 : Playing with Fire de Dallas M. Fitzgerald : Mlle Seraphina
- 1921 : The Infamous Miss Revell de Dallas M. Fitzgerald
- 1922 : L'Étrange Complot (en) (Across the Dead-Line) de Jack Conway : Charity Kidder
- 1922 : The Dangerous Little Demon de Clarence G. Badger
- 1922 : Dusk to Dawn de King Vidor : Mme Latham
- 1922 : Les Bons Larrons (Turn to the Right) de Rex Ingram : Mme Bascom
- 1923 : L'Opinion publique (A Woman of Paris) de Charlie Chaplin : la mère de Jean
- 1923 : La Bonne Étoile (The Man Life Passed By) de Victor Schertzinger : la mère de John
- 1923 : La Petite Fée (St. Elmo) de Jerome Storm : Mme Thornton
- 1924 : Une jeune fille qui se lance (The Perfect Flapper) de John Francis Dillon : la tante Sarah
- 1924 : Les Fraudeurs (Those Who Dance) de Lambert Hillyer : Mme Carney
- 1924 : La Plus Belle Richesse (en) (Gerald Cranston's Lady) de Emmett J. Flynn : la mère de Gerald Cranston
- 1924 : Barbara Frietchie de Lambert Hillyer
- 1925 : Rose of the World (en) de Harry Beaumont : Mme Kirby
- 1925 : East Lynne d'Emmett J. Flynn
- 1925 : The Primrose Path de Harry O. Hoyt
- 1926 : Going Crooked de George Melford : la mère
- 1927 : Pretty Clothes (en) de Phil Rosen : Mme Dunbar
- 1928 : Les Nouvelles Vierges (Our Dancing Daughters) de Harry Beaumont : une femme de ménage

### Période du parlant
- 1930 : Guilty? (en) de George B. Seitz : Martha
- 1931 : The Conquering Horde (en) d'Edward Sloman : Mme Hendricks
- 1932 : Si j'avais un million (If I Had a Million), film à sketches de James Cruze et autres : une résidente d'Idylwood
- 1934 : I'll Fix It (en) de Roy William Neill : Mme Harrison
- 1934 : The Defense Rests de Lambert Hillyer : une patiente à l'hôpital
- 1936 : A Man Betrayed de John H. Auer : Mme Hardy
- 1937 : Le Secret de la mine (en) (Fair Warning) de Norman Foster : Mlle Willoughby